# Ludwigia didymosperma
Ludwigia didymosperma là một loài thực vật có hoa trong họ Anh thảo chiều. Loài này được (H. Perrier) H. Hara mô tả khoa học đầu tiên năm 1953.